# Pharyngalisierung
Pharyngalisierung (von altgriechisch φάρυγξ phárynx, deutsch ‚Rachen‘) ist ein Prozess der Sekundärartikulation, bei dem die Artikulation eines Lautes von einer Engebildung im Rachen (Pharyngal) begleitet wird.
Ein Beispiel für pharyngalisierte Konsonanten sind die sogenannten emphatischen Konsonanten des Arabischen. Pharyngalisierung verleiht den Konsonanten eine A-Färbung. Pharyngalisierte Laute werden in der IPA-Lautschrift mit dem Zeichen [⁠ˁ⁠] gekennzeichnet, z. B. [tˁ].
Weitere Arten der Sekundärartikulation sind: Palatalisierung, Velarisierung, Laryngalisierung, Glottalisierung und Labialisierung.